# Городское поселение Пироговский
Городско́е поселе́ние Пирого́вский — упразднённое муниципальное образование в Мытищинском районе Московской области; крупнейший населённый пункт в составе данного городского поселения — посёлок городского типа Пироговский.

## География
Расположено в восточной и центральной частях Мытищинского района. На юге граничит с городским поселением Мытищи, на западе — с сельским поселением Федоскинским, на севере — с сельским поселением Ельдигинским Пушкинского района, на востоке — с городскими поселениями Пушкино и Черкизово Пушкинского района и городом Москвой. Площадь территории муниципального образования составляет 8795 га.

## История
Данный тип муниципальных образований был предусмотрен в законе 2003 года «Об общих принципах организации местного самоуправления в Российской Федерации» и введён в ходе муниципальной реформы.
Муниципальное образование «Городское поселение Пироговский» было образовано в составе Мытищинского муниципального района на основании закона Московской области от 29 декабря 2004 г. № 198/2004-ОЗ «О статусе и границах Мытищинского муниципального района и вновь образованных в его составе муниципальных образований». В его состав вошли посёлок городского типа Пироговский и ещё 23 населённых пункта позже упразднённых Жостовского и Коргашинского сельских округов.
Упразднено в 2015 году.

## Население
| 2006    | 2007    | 2008    | 2009    | 2010    | 2011    |
| ------- | ------- | ------- | ------- | ------- | ------- |
| 12 273  | ↗12 493 | ↘6531   | ↗12 697 | ↗12 869 | ↗13 758 |
| 2012    | 2013    | 2014    | 2015    |         |         |
| →13 758 | ↗14 683 | ↗15 988 | ↗16 580 |         |         |

## Состав городского поселения
Городское поселение Пироговский включает в себя 24 населённых пункта (1 посёлок городского типа, 15 деревень и 8 посёлков):
| №  | Населённый пункт                                     | Тип населённого пункта                          | Население |
| -- | ---------------------------------------------------- | ----------------------------------------------- | --------- |
| 1  | Витенёво                                             | деревня                                         | ↘48       |
| 2  | Высоково                                             | деревня                                         | ↗123      |
| 3  | Жостово                                              | деревня                                         | ↘505      |
| 4  | Жостово                                              | посёлок                                         | ↗340      |
| 5  | Здравница                                            | посёлок                                         | ↗940      |
| 6  | Зимино                                               | деревня                                         | →38       |
| 7  | Кардо-Лента                                          | посёлок                                         | ↘5        |
| 8  | Коргашино                                            | деревня                                         | ↗229      |
| 9  | Манюхино                                             | деревня                                         | ↘99       |
| 10 | Мебельной фабрики                                    | посёлок                                         | ↘0        |
| 11 | Никульское                                           | деревня                                         | ↗86       |
| 12 | Осташково                                            | деревня                                         | ↘84       |
| 13 | Пестово                                              | посёлок                                         | ↘211      |
| 14 | Пирогово                                             | деревня                                         | ↘423      |
| 15 | Пирогово                                             | посёлок                                         | ↗628      |
| 16 | Пироговский                                          | посёлок городского типа, административный центр | ↗10 209   |
| 17 | Пруссы                                               | деревня                                         | ↗22       |
| 18 | Свиноедово                                           | деревня                                         | ↗134      |
| 19 | Свиноедово                                           | посёлок                                         | ↘43       |
| 20 | Сорокино                                             | деревня                                         | ↘256      |
| 21 | Туристический Пансионат «Клязьминское водохранилище» | посёлок                                         | ↗1520     |
| 22 | Ульянково                                            | деревня                                         | ↗209      |
| 23 | Чиверёво                                             | деревня                                         | ↘161      |
| 24 | Юдино                                                | деревня                                         | ↘91       |

## Местное самоуправление
Глава городского поселения — Уланов Юрий Николаевич.
Председатель совета депутатов — Бредун Сергей Юрьевич.